# Tereza Srbova
Tereza Srbova, pseudonimo di Tereza Queisser (Praga, 23 giugno 1983), è un'attrice e modella ceca.

## Biografia
Nata a Praga nel 1983, durante gli studi ha svolto l'attività di modella per l'Elite Model Management di Parigi, ed è apparsa in diverse campagne per case di moda come Dior, Clarins, Mauboussin, Torrente Parfume, Crombie, Astor, ed è apparsa in riviste come L'Officiel, Vogue, Elle, Cosmopolitan.
Laureatasi in antropologia culturale all'Università Carolina di Praga nel 2004, tre anni più tardi, nel 2007, abbandona la moda per avvicinarsi a quello della recitazione. In quell'anno debutta nel cinema avendo vinto un'audizione per un ruolo nel film La promessa dell'assassino, in cui è diretta da David Cronenberg. Successivamente ottiene un ruolo anche nel film Eichmann, girato sempre nel 2007, diretto da Robert Young. Nel 2010, ottiene il suo primo ruolo da protagonista nel film Siren, diretto da Andrew Hull.
Dal 2010 frequenta la Royal Academy of Dramatic Art di Londra, e dal 2012 la Actors' Temple Studio, anch'essa nella capitale britannica. Nel 2013-15 è negli Stati Uniti, dove prende parte a sei episodi della serie televisiva Strike Back, in cui interpreta il ruolo del maggiore Nina Pirogova.
Nel 2018, la Srbova è regista, soggettista e interprete del cortometraggio dal titolo Meanders, in cui è protagonista con Christien Anholt, premiato all'Ischia Film Festival.

## Filmografia parziale

### Cinema
- Eichmann (Eichmann), regia di Robert Young (2007)
- La promessa dell'assassino (Eastern Promises), regia di David Cronenberg (2007)
- St. Trinian's (St. Trinian's), regia di Oliver Parker e Barnaby Thompson (2007)
- Inkheart - La leggenda di cuore d'inchiostro (Inkheart), regia di Iain Softley (2008)
- Siren (Siren), regia di Andrew Hull (2010)
- Passioni e desideri (360), regia di Fernando Meirelles (2011)
- The Inside (The Inside), regia di Eoin Macken (2012)
- Red Joan (Red Joan), regia di Trevor Nunn (2018)
- The Case of the Dead Deadman (Prípad mrtvého neboztíka), regia di Miloš Šmidmajer (2020)
- Two Words As The Key (Dve slova jako klíc), regia di Dan Svátek (2020)

### Televisione
- Strike Back (Strike Back, 2013-2015)